# Metropolia della Crimea

Localizzazione della repubblica di Crimea.

La metropolia della Crimea (in russo Крымская митрополия?) è una delle province ecclesiastiche che costituiscono la Chiesa ortodossa russa.
Istituita dal Santo Sinodo il 7 giugno 2022, comprende l'intera repubblica di Crimea nel circondario federale meridionale.
È costituita da tre eparchie, che, in seguito al trattato di adesione della Crimea alla Russia (18 marzo 2014), sono passate dalla Chiesa ortodossa ucraina e alla Chiesa ortodossa russa.
- Eparchia di Sinferopoli e Crimea
- Eparchia di Džankoj
- Eparchia di Feodosia

Sede della metropolia è la città di Sinferopoli, il cui vescovo ha il titolo di "Metropolita di Sinferopoli e della Crimea".